# Nikita Elisséeff
Nikita Elisséeff, né le 1er août 1915 à Saint-Pétersbourg (qui s'appelait alors « Petrograd ») et mort le 25 novembre 1997 à Albigny-sur-Saône,, est un linguiste et orientaliste arabisant français, professeur à l'université de Lyon.
Il était le fils de Serge Elisseeff.

## Œuvres
- « Les Monuments de Nūr ad-Dīn », dans Bulletin d'études orientales, 1949 (lire en ligne).
- Thèmes et motifs des Mille et une nuits. Beyrouth, 1949.
- Nūr ad-Dīn : un grand prince musulman de Syrie au temps des Croisades (511-569 H. 1118-1174), Damas, Institut français de Damas, 1967, 3 tomes.
- L'Orient musulman au Moyen Âge, Armand Colin, 1977.